# Zonser Grind
Das Naturschutzgebiet Zonser Grind liegt auf dem Gebiet der Stadt Dormagen im Rhein-Kreis Neuss in Nordrhein-Westfalen. Das Gebiet erstreckt sich linksrheinisch auf einer nach Nord-Osten ausgreifenden 180-Grad-Rheinschleife zwischen den beiden Dormagener Ortsteilen Zons im Süden und Stürzelberg im Westen.

## Beschreibung
Das etwa 329 ha große Gebiet wurde im Jahr 1982 unter der Schlüsselnummer NE-003 unter Naturschutz gestellt.
Das Naturschutzgebiet ist als Teilfläche des FFH-Gebietes „Urdenbach - Kirberger Loch - Zonser Grind“ von überregionaler Bedeutung und in das Natura 2000 Biotopnetz eingebunden. Zusätzlich ist der Rheinuferbereich des Zonser Grind Teilfläche des FFH-Gebietes: „Rhein-Fischschutzzonen zwischen Emmerich und Bad Honnef“.
Das vom Rhein umfasste Gebiet steht fast vollständig unter Naturschutz und besteht aus gedüngten Mähwiesen und in Reihen stehenden Hybridpappeln, in denen sich Pirol und Steinkauz einfinden. Ein großer Flächenanteil wurde zu einem Wasserschutzgebiet erklärt, welches zur Straße hin abgezäunt ist.
Der botanisch bedeutsame Teil befindet sich zwischen Stromkilometer 723 und 724 auf der westlichen Seite des Rheinbogens. Der Rhein ist hier sehr breit, unverbaut und von Kies- und Sandbänken eingefasst. Auf den lockeren, oft kalkhaltigen Binnendünensanden gedeihen Fuchsschwanzgewächse, Silber-Weiden, Korb- und Mandelweiden (Salix trianda)-Gebüsch, Steinkraut, Quecken und Land-Reitgras.

## Galerien

Pflanzenwelt
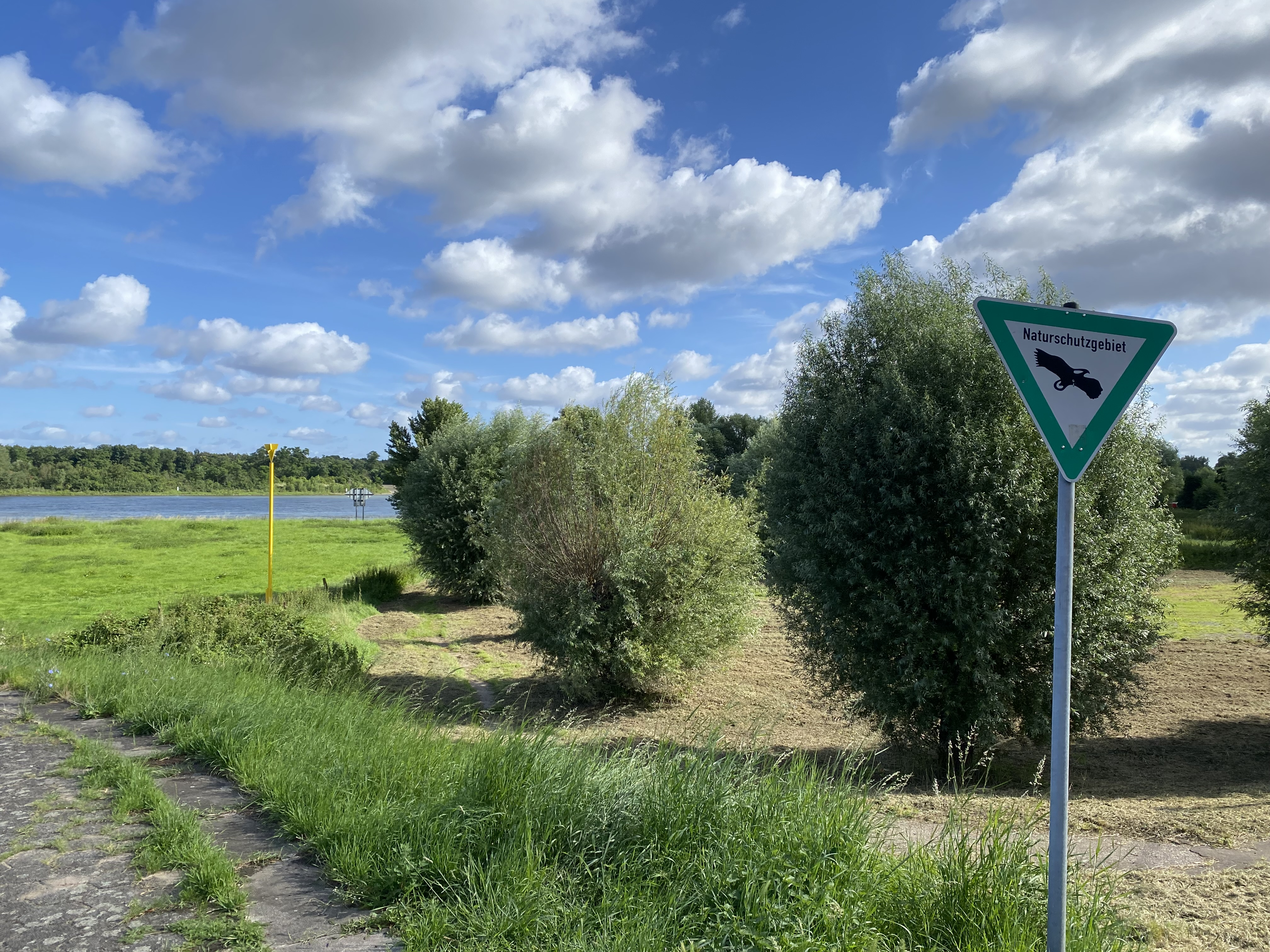
Westlichster Endpunkt des NSG b. Stürzelberg
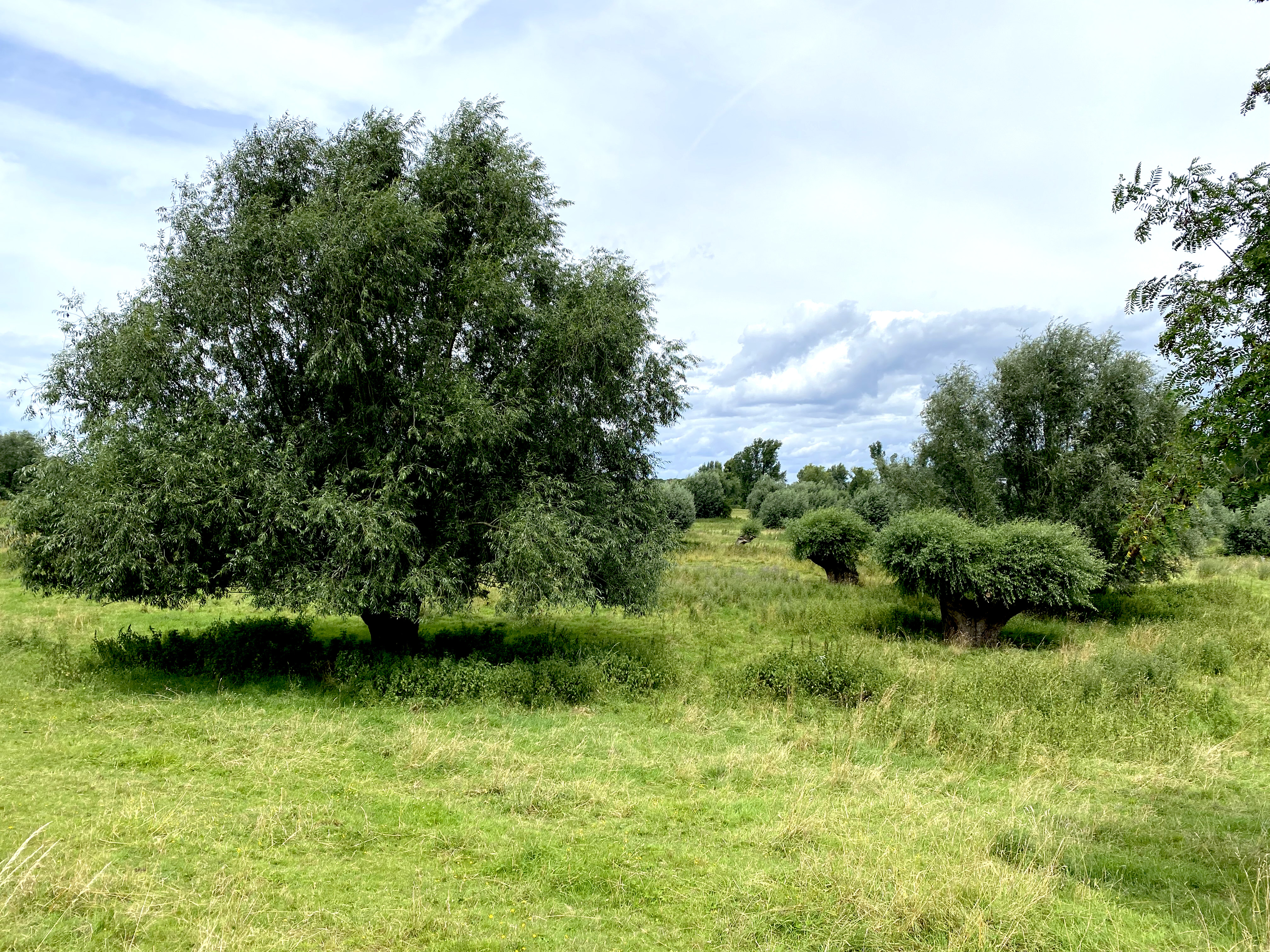
NSG bei Stürzelberg mit höhlenreichen Altbäumen
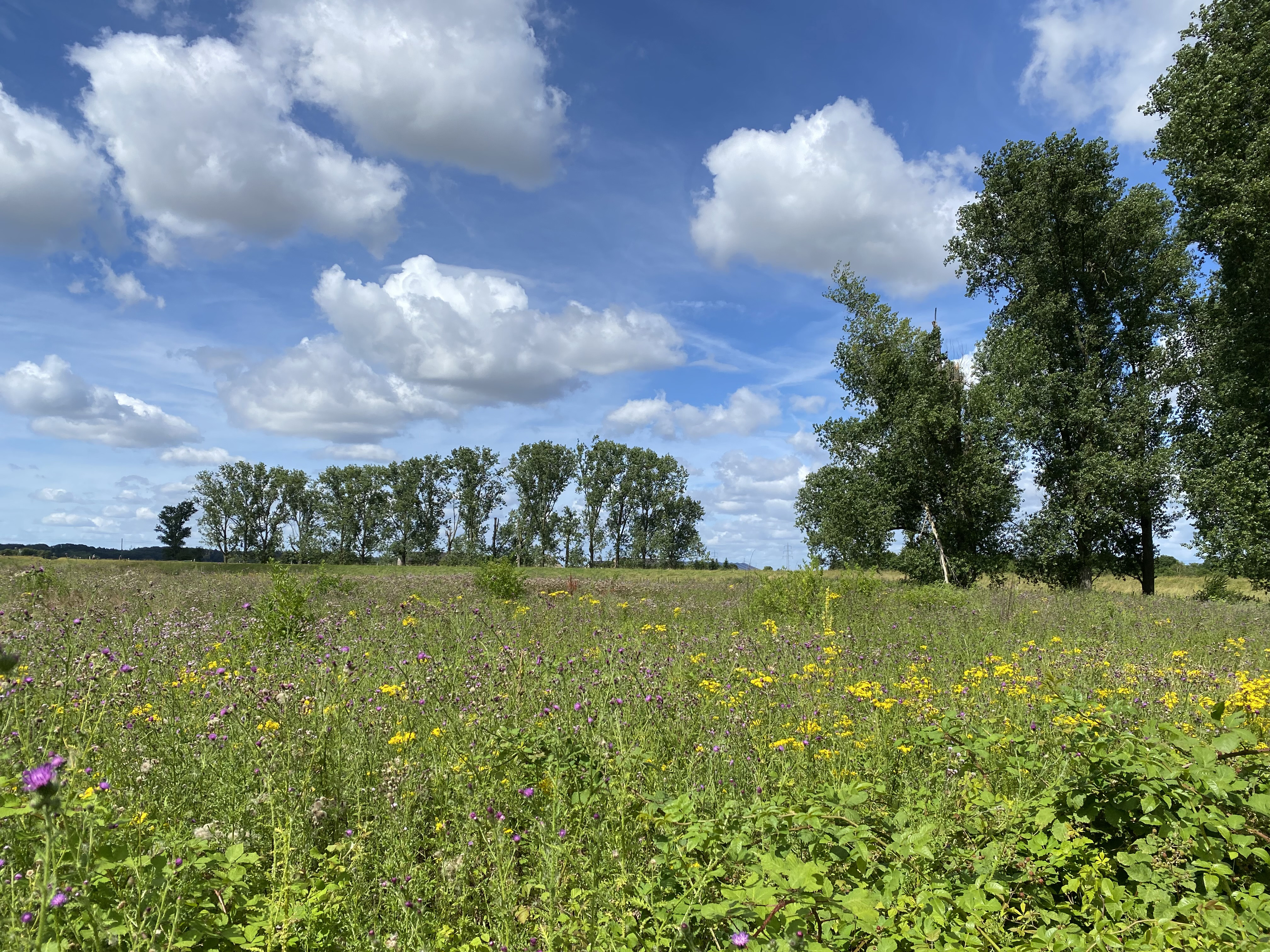
Blütenreiche Magerwiese nördl. Zonser
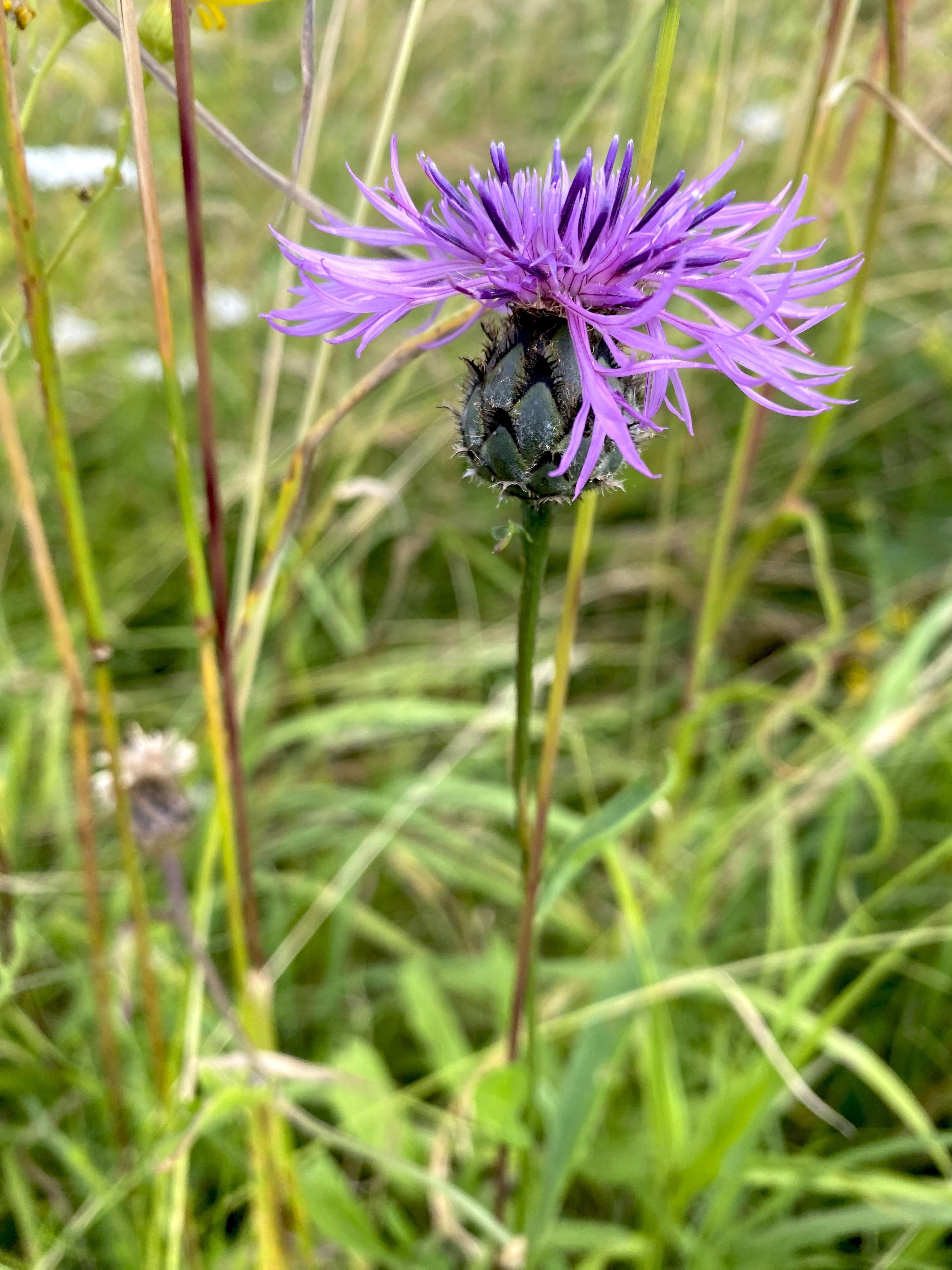
Skabiosen-Flockenblume im NSG

Tierwelt
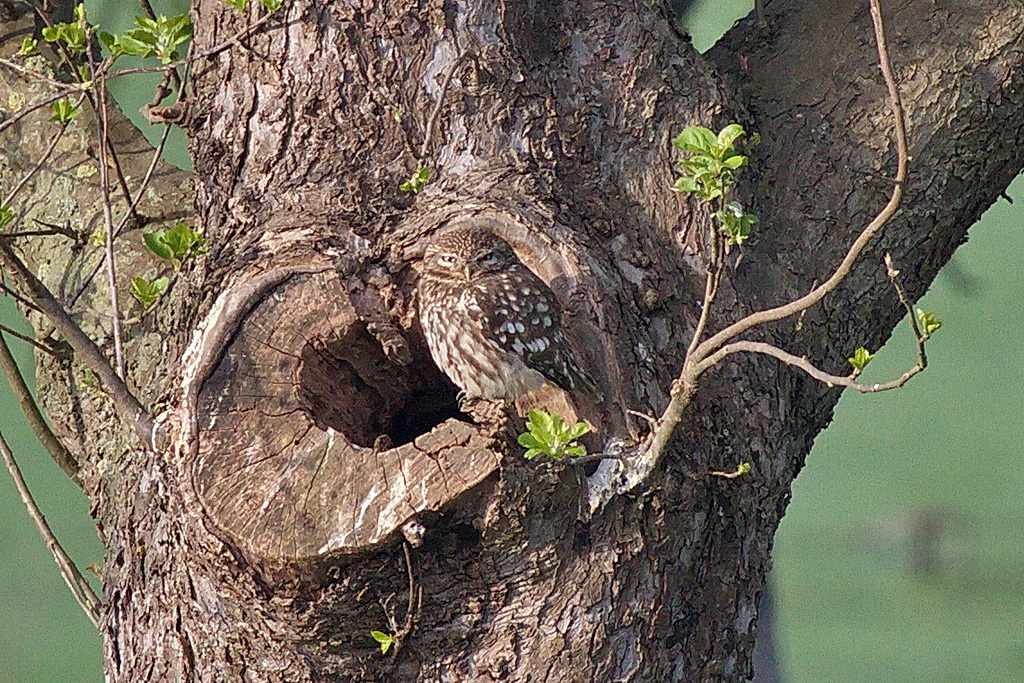
Steinkauz vor Baumhöhle
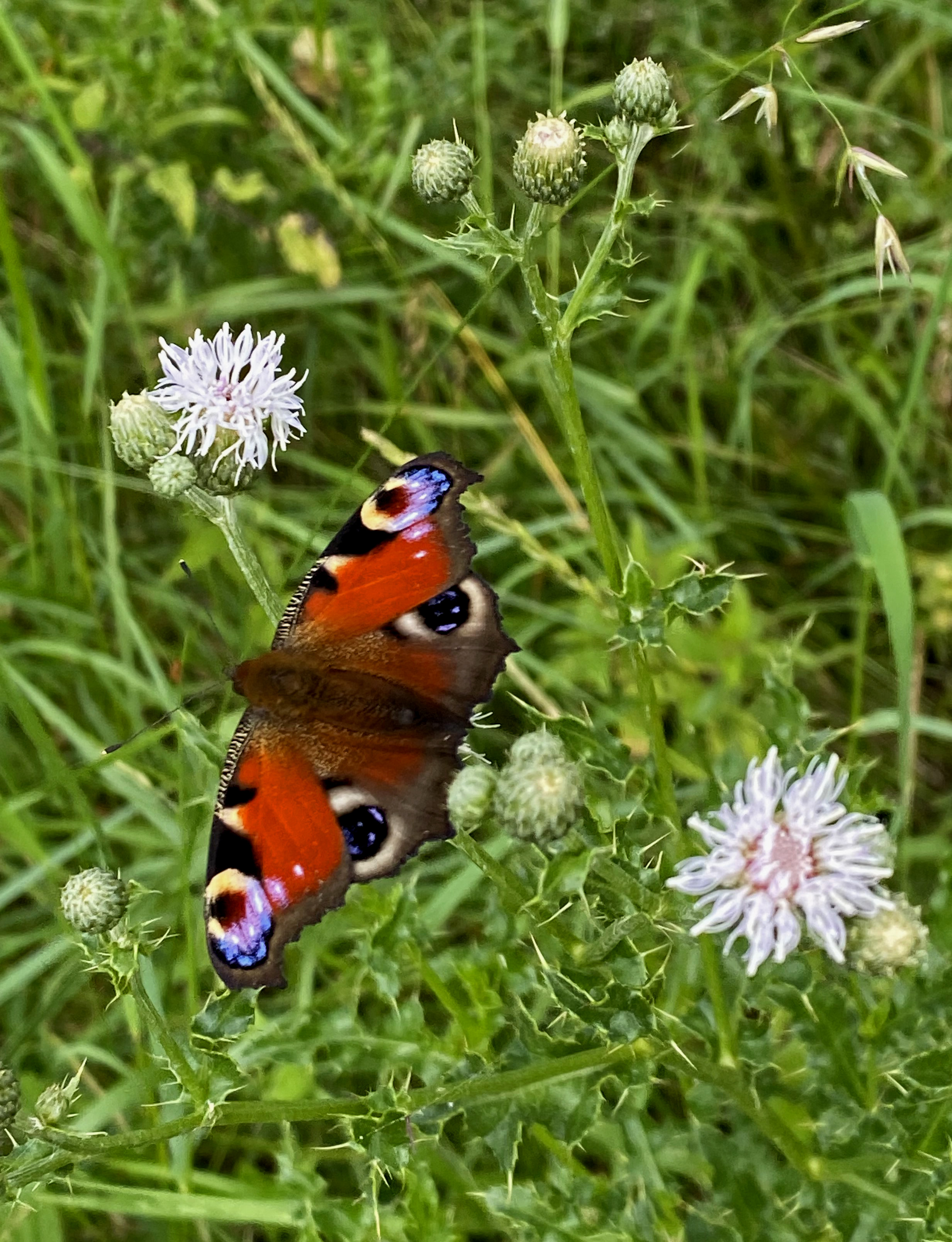
Tagpfauenauge auf Kratzdistel im NSG
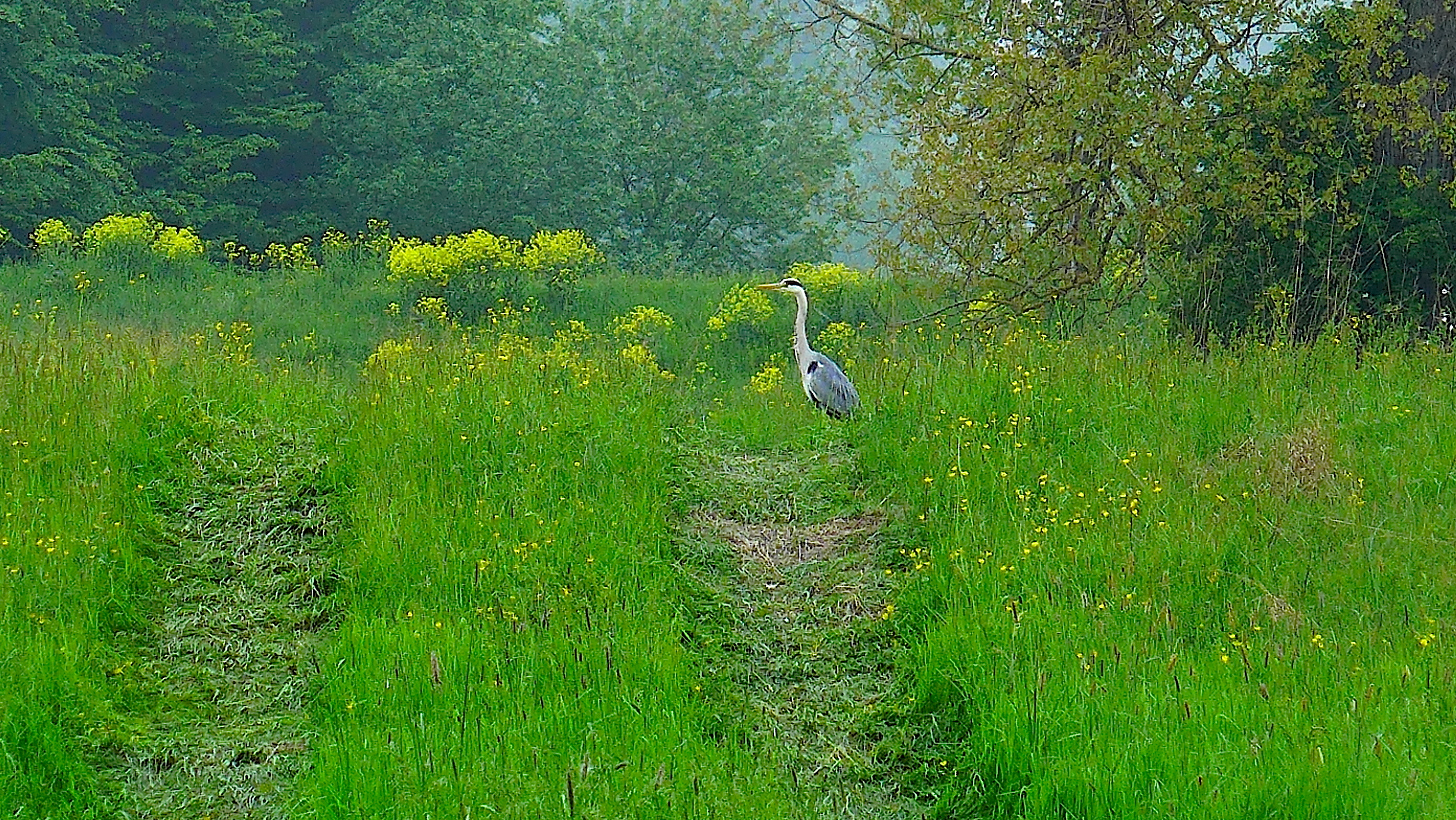
Graureiher im Rheinuferbereich